# John Bacon
John Bacon, född 24 november 1740, död 4 augusti 1799, var en brittisk skulptör.
John Bacon har utfört porträttbyster, bland annat av William Pitt d.ä. i Westminster abbey och Samuel Johnson i St Paul-katedralen. Han är också känd för en staty av Mars.
John Bacon var även verksam som fabeldiktare.